# 岡田真由香
岡田 真由香（おかだ まゆか、1984年7月3日 - ）は、日本の元AV女優、グラビアアイドル、タレント。同じくグラビアアイドルの潤音は実妹。

## 来歴
岐阜県出身。短大卒業後は岐阜県内でOLとして勤務していた。休日に愛知県名古屋市へ出掛けた際、スカウトマンの目に留まりスカウトされる。その後、グラビアアイドルとしてデビュー。
2006年にDVD「岡田真由香 iBust」を発売。
2011年4月1日、MUTEKIからAVデビュー。同年6月27日発売のFRIDAYの袋とじグラビアにて、ヘアヌードを披露。
2011年10月 ざ・岡田姉妹 feat.鼠先輩としてCD「WANTED〜アナタが欲しい〜」を発売。

## 人物
- 星座：かに座。
- 趣味：音楽鑑賞、ショッピング、ドライブ、競馬。
- 特技：テニス、バドミントン、和太鼓。
- 好きなファッションスタイル：少しお姉さん系のカジュアルファッション、普段はパンツスタイルでいることが多い。
- ファッションのお手本にしている雑誌、人物：「PINKY」や「BLENDA」のような大人で、ちょっとSEXY系のファッション。
- お気に入りの買い物スポット：渋谷の109、原宿の竹下通り。
- 好きなブランド：特定して好きなブランドというこだわりはあまりない、強いて言えばDuras。
- 恋愛観：甘やかしてくれる人、時にはちゃんと叱ってくれる人。
- マイブーム：スティッチ。

## 出演歴

### テレビ
- ガダルカナル・タカのでるネット編集部（BS-i）
- デジ屋台(2006年6月18日、TBS)
- ささるぅ（2007年12月10日、日本テレビ）
- ｢しゃこいれ娘。｣(テレビ神奈川)
- ゼウスの目薬（2007年12月23日 フジテレビ）
- ゲームコングⅨ世（2007年12月24日朝日放送）
- 体当たり下克上!劇団「アイドル座!」（MONDO21）
- ラジかるッ（2008年1月25日、日本テレビ）
- Eネ!「女、喰う」（2008年2月23日、テレビ東京）
- 神さまぁ〜ず (2008年6月17日、TBS)
- 志村屋です。（2008年8月13日、フジテレビ）
- 『ぷっ』すま (2009年7月21日 テレビ朝日)
- アレを、やってみる。（2009年11月22日、TBS）
- LIVE&REPORT 中央競馬中継（2011年7月10日 - 2012年5月27日、千葉テレビ放送） - アシスタントとしてレギュラー出演
- ナイツのHIT商品会議室（2012年5月11日、千葉テレビ放送） - 上記『LIVE&REPORT 中央競馬中継』の番宣でオープニングに出演
- 金曜競馬CLUB（2012年6月1日 - 2016年5月13日、千葉テレビ放送） - アシスタントとしてレギュラー出演

### Vシネマ
- 仁義 49話
- 仁義 51話

### 映画
- 縁切り村〜デッド・エンド・サバイバル〜（2011年10月15日公開、スカイアンドロード） - 槙野庸子 役

### 携帯サイト
- 山岸伸写真館「お姉さんのギリギリ♪」auモバイルコンテンツ
- ヤングジャンプ公式サイト
- 典明ワールド
- ぷるるんサバイバル

## 作品

### イメージDVD
- 岡田真由香 iBust（2006年4月21日、ローランズフィルム）
- 爆乳ビーム ～ハミ乳デンジャラス～（2006年7月22日、ジーオーティー）
- 大爆乳姉妹ワイルドカップ220cm （2006年9月1日、BNS） 共演：潤音
- K-cup BOMBER（2006年10月27日、アクアハウス）
- EIGHT 潤音&岡田真由香（2006年11月18日、レイフル） 共演：潤音
- HAMMY FLASH（2007年1月19日、日本メディアサプライ）
- どんぶりーず（2007年2月23日、ビデオメーカー） 共演：潤音
- ニップル・パラダイス（2007年4月20日、竹書房）
- EIGHT 潤音&岡田真由香2（2007年6月24日、レイフル） 共演：潤音
- 乳だらけ（2007年6月25日、エアーコントロール） 共演：潤音、風子
- EIGHT 岡田真由香（2007年7月28日、レイフル）
- ハミーパイ（2007年9月21日、日本メディアサプライ） 共演：潤音
- EIGHT2 岡田真由香（2007年10月20日、レイフル）
- 乳乳パラダイス（2007年12月15日、ラインコミュニケーションズ） 共演：潤音
- K-cup FEVER（2007年12月21日、アクアハウス）
- ボインイズム（2008年3月20日、ラインコミュニケーションズ）
- 爆乳パラダイス（2008年3月26日、ビーエムドットスリー） 共演：潤音、東まみ、彩、松田優奈、白井絵莉
- 限界Kカップ （2008年6月20日、竹書房）
- 巨乳フレンズ （2008年6月25日、ビーエムドットスリー） 共演：伊藤百合香
- Pink Pie JACK （2008年7月19日、エキスプレス） 共演 : 潤音
- ランジェリーヨガ （2008年7月29日、オルスタックピクチャーズ）
- セクシーダイナマイト （2008年9月29日、スパークビジョン）
- パンティ21 （2008年12月26日、オルスタックピクチャーズ）
- アバンチュール （2009年5月20日、ラインコミュニケーションズ）
- π(パイ)プレッシャー  （2009年9月26日、彩文館出版）
- 乳フェス！！ （2009年11月20日、彩文館出版）共演：松坂南
- メロメロ～ン （2010年1月25日、エアーコントロール）
- 風に吹かれて （2010年9月25日、エアーコントロール）
- ためらい （2010年10月25日、エアーコントロール）
- まゆナース （2010年11月25日、エアーコントロール）
- 素肌 （2010年12月25日、エアーコントロール）
- ラスト・フルヌード（2015年4月24日、竹書房）

### アダルトビデオ
※太字タイトルは、BD版同時発売
- Love Body（2011年4月1日、MUTEKI）
- Love Again （2011年5月1日、MUTEKI）
- Love Training（2012年1月1日、MUTEKI）
- LOVE OFFICE（2012年10月1日、MUTEKI）
- LOVE FINAL（2012年11月1日、MUTEKI）
- 岡田真由香BEST4時間 ALL of MAYUKA（2014年10月1日、MUTEKI）
- REBOOT（2015年2月1日、MUTEKI）
- COMEBACK 2016年4月1日、MUTEKI）
- FINAL FUCK（2016年5月1日、MUTEKI）
- ベストオブ岡田真由香 MUTEKI全作品コンプリート8時間（2016年11月1日、MUTEKI）

### 写真集
- ダイナマユカ（2007年4月24日、彩文館出版、撮影：江森一明）ISBN 4-7756-0200-4
- applause（2007年9月10日、音楽専科社、撮影：山岸伸）ISBN 4-87279-210-6
- Femme Fatale（2011年4月14日、講談社、撮影：篠原潔）ISBN 4-06352-822-7
- ラスト・フルヌード（2015年9月17日、竹書房、撮影：上野勇）ISBN 4-80190-425-4

### 雑誌
- 週刊大衆（双葉社）[要ページ番号]
- 週刊実話（日本ジャーナル出版）[要ページ番号]
- アサヒ芸能（徳間書店）[要ページ番号]
- Bustier（出版社トーホー書院）[要ページ番号]

その他多数